# Kain Rivers
Кирило Дмитрович Роговець-Закон (також відомий під псевдонімом Kain Rivers) (нар. 25 червня 2004, Київ, Україна) — український і російський співак.

## Біографія
Кирило народився 25 червня 2004 року в Києві. Батько — бізнесмен та інвестор Дмитро Закон, який також є його продюсером.
Кирило почав співати у три роки. Виконує пісні українською, російською, англійською, іспанською та китайською мовами.
У 2017 році став півфіналістом «Дитячої Нової хвилі», учасником першого сезону реаліті-шоу «Битва Талантів» на телеканалі Муз-ТБ, а також номінантом на премію «Kinder МУЗ Awards» у категорії «Співак року» телеканалу Муз-ТБ.
Брав участь у музичних фестивалях «Atlas Weekend 2017», «Маївка Live 2018» від каналу Музика 1, «Покоління NEXT» від радіо KIDSFM, «VK Fest», «Video-Спека», «FIFA FanFest 2018» у Санкт-Петербурзі та інших.
У 2018 році став півфіналістом фестивалю «Чорноморські ігри» у Скадовську.
Переможець народного голосування у фіналі національного відбіркового туру «Дитячого Євробачення 2018» від України з піснею «Without Saying Goodbye».
Півфіналіст третього сезону українського телепроєкту «Голос. Діти» на каналі 1+1 у команді Потапа.
Учасник п'ятого сезону телепроєкту «Голос. Діти» на російському «Першому каналі» в команді «Басти».
Переможець програми Муз-Розкрутка на каналі Муз-ТБ.
У серпні 2018 року випустив дебютний альбом «Звезда» з 12 пісень[неякісне джерело].
Восени 2018 року здійснено випуск другого альбому — «Музыка и ты».

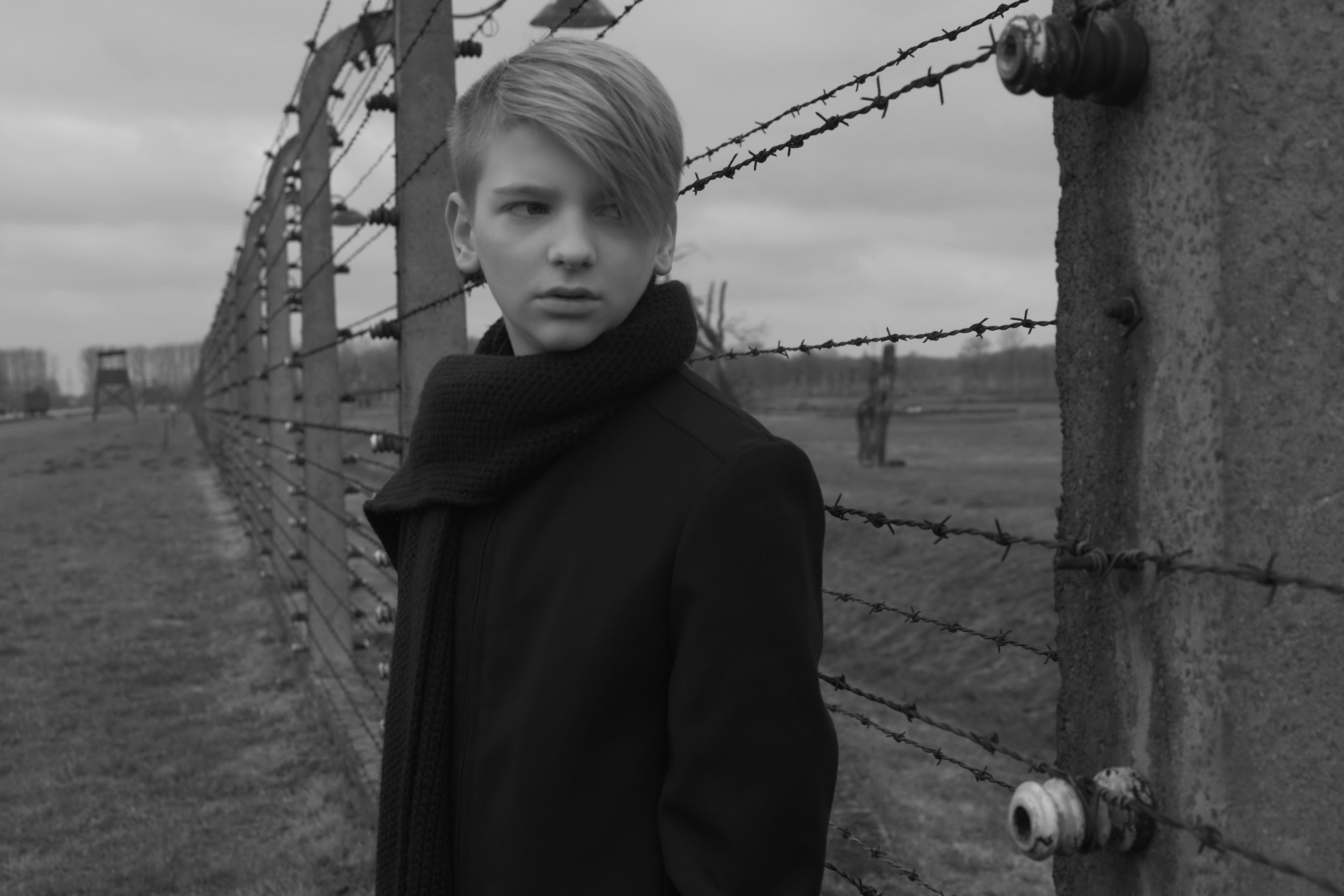
Зйомки фільму «Пам'ятаємо» («Помним»/WeRemember), табір смерті «Аушвіц», Польща, грудень 2018

У 2018 році знявся у головній ролі в короткометражному музичному фільмі «Пам'ятаємо» («Помним»/We Remember), присвяченому пам'яті Голокосту. Робота увійшла до списку постійних екранізацій ізраїльського національного меморіалу Катастрофи (Голокосту) та Героїзму «Яд Вашем».
У лютому 2019 року вийшов третій альбом «Раненый зверь».
У квітні 2019 року взяв участь у програмі «Вечірній Ургант»[неякісне джерело].
У квітні 2019 року виступив із концертом у вечірньому шоу «Мурзилки LIVE» на Авторадіо.
У 2019 році для альбому «Believe» Кирило записав пісню «Faded» разом зі співачкою Polina та діджеями Digital Farm Animals, а також пісню «Be My Nirvana» з Filatov&Karas.
Пісні, які виконував Кирило, посідали призові місця в декількох чартах.
Випустив понад 50 відеокліпів.

## Дискографія

### Альбоми
- 2018 — «Звезда» (Make It Music, The Orchard)
- 2018 — «Музыка и ты» (Make It Music, The Orchard)
- 2019 — «Раненый зверь» (Make It Music, The Orchard, Warner Music Group)
- 2019 — «Believe» (Warner Music Group)

### Збірки
- 2018 — «Прекрасное далеко» (Kain Rivers production)

### Сингли
- 2017 — Море
- 2017 — Посвящение
- 2017 — В небо
- 2017 — Снежная
- 2018 — We Remember
- 2018 — Помним
- 2018 — 8 чудо (ft. NEBO5)
- 2018 — Тыпахнешь летом
- 2018 — Сила
- 2018 — Ей сомной круто
- 2018 — 冷心 | Frozen heart (Chinese version)
- 2018 — 酒窝 I Dimples (Chinese version)
- 2018 — Chupa Chups
- 2018 — Были или нет
- 2018 — Без прощання
- 2018 — Жадно
- 2018 — Океан
- 2018 — Сказочный сюжет (ft. Dan & Мухаммед)
- 2018 — Раненый зверь
- 2019 — Tothesky
- 2019 — Dying without you
- 2019 — Comeback
- 2019 — Dreams
- 2019 — Far far away
- 2019 — I am a rebel
- 2019 — Faded
- 2019 — Without Saying Goodbye
- 2019 — Believe
- 2019 — Middle of the Night
- 2019 — Moving slowly
- 2019 — Kind Of Love
- 2019 — TeAmo